# NRG Astrodome

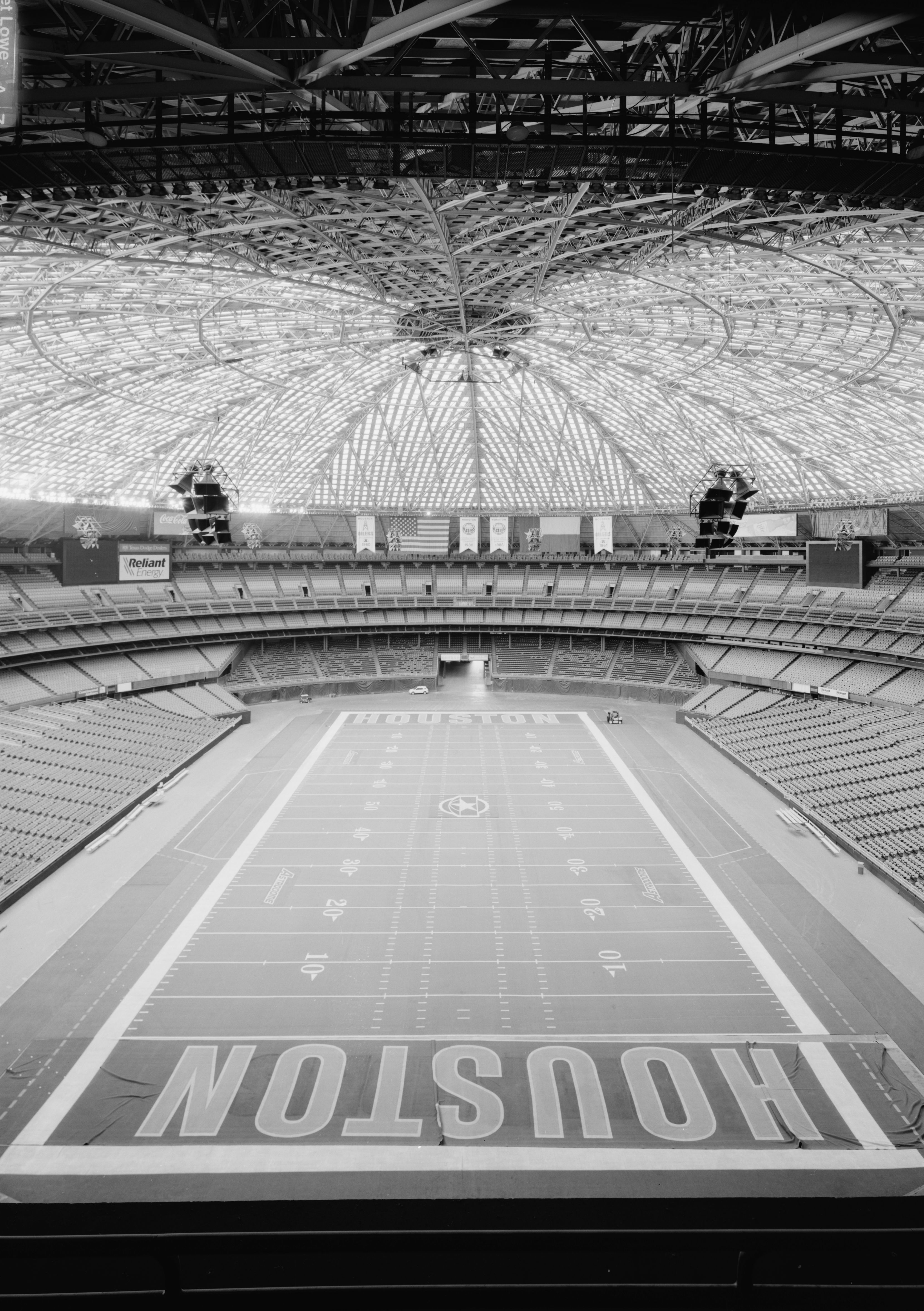
Der Innenraum des Astrodome im Jahr 2004

Der NRG Astrodome ist ein komplett mit einem Kuppeldach überspanntes Multifunktionsstadion in der US-amerikanischen Stadt Houston im Bundesstaat Texas. Es war das weltweit erste Stadion mit einem geschlossenen Dach. Das Gebäude trägt mehrere Beinamen wie Eighth Wonder of the World, House of Pain oder The Astrodome. Zunächst trug es den Namen Harris County Domed Stadium. Eröffnet wurde die Veranstaltungsstätte am 9. April 1965 als Houston Astrodome. Im Jahr 2000 wurde ein Sponsorenvertrag mit dem Energieversorgungsunternehmen Reliant Energy über das Namensrecht am gesamten Stadion-Komplex abgeschlossen. Damit trug die Halle den Namen Reliant Astrodome. Bei einer Laufzeit von 32 Jahren ist der Vertrag auf 300 Millionen US-Dollar dotiert. Reliant Energy gehört zu NRG Energy, der seit März 2014 Namensgeber ist.

Lageplan des NRG Parks

Die ganze Anlage mit der Fläche von 350 Acres (1,4 km²) bekam den Namen NRG Park; zu dem, neben dem NRG Astrodome, das 2002 eröffnete NRG Stadium mit maximal 72.744 Plätzen, das Kongresszentrum NRG Center, die Sporthalle NRG Arena mit 8.500 Plätzen, der Skulpturengarten Carruth Plaza sowie der zeitweise genutzte Stadtkurs JAGFlo Speedway at NRG Park, gehört.

## Geschichte

### Vorgeschichte
In den 1950er Jahren bemühte sich die Stadt Houston um ein Profi-Baseballteam. 1957 gründete sich die Houston Sports Association. Die wichtigsten Mitglieder waren der damalige Bürgermeister Roy Hofheinz, Erdölhändler Robert Everett „Bob“ Smith, Ex-Baseballspieler Paul Richards sowie der Baseball-Veranstalter George Kirksey und der Geschäftsmann Craig F. Cullinan. Die beiden Letztgenannten hatten schon 1952 versucht, die St. Louis Cardinals nach Houston zu holen. Am 17. Oktober 1960 erhielt die Stadt einen von zwei Major League Baseball-Franchise-Verträgen für die National League. Der zweite Vertrag ging nach New York zu den Mets. Eine Voraussetzung für den Vertragsabschluss war der Bau eines überdachten Stadions. Der Grund für diese Bedingung war das feuchte Klima und die hohen Temperaturen von durchschnittlich bis zu 34 Grad Celsius in den Monaten Juli und August.
Nach einem Namenswettbewerb erhielt die Baseballmannschaft den Namen Houston Colt .45s. Bis zur Fertigstellung des überdachten Stadions trat das Team im Colt Stadium an, das provisorisch für zwei Millionen US-Dollar neben dem Standort der zukünftigen Arena errichtet wurde und ca. 33.000 Plätze bot. Ihr erstes Spiel machten die Colt .45s am 10. April 1962 gegen die Chicago Cubs (11:2) vor 25.271 Besuchern im Colt Stadium. Die Bedingungen, unter denen die Spiele dort stattfanden, waren schwierig. Die sehr hohen Temperaturen im unüberdachten Stadion bis in die Nacht hinein und Schwärme von Stechmücken plagten Spieler wie Zuschauer gleichermaßen. An einem Doubleheader 1962 mussten 80 Menschen in den Erste-Hilfe-Raum gebracht werden. Am 27. September 1964 wurde im Stadion das letzte Spiel ausgetragen. Ende der 1960er Jahre wurde es für 100.000 US-Dollar nach Torreón in Mexiko zu den Torrean Cotton Pickers verkauft und später an die Stevedores von Tampico weitergegeben.

### Bau und Ausstattung
Die Pläne für den Astrodome stammten von den Architekturbüros Hermon Lloyd & W.B. Morgan sowie Wilson, Morris, Crain & Anderson. Für die Baustatik und die Tragwerksplanung war Walter P. Moore Engineers and Consultants verantwortlich. Das ausführende Bauunternehmen war die in Houston ansässige H.A. Lott, Inc. Nach dem ersten Spatenstich und dem Baubeginn am 3. Januar 1962 wurden die Bauarbeiten im November des Jahres 1964, sechs Monate früher als geplant, abgeschlossen. Die Kosten beliefen sich auf 37 Millionen US-Dollar, wovon sechs Millionen von privaten Investoren kamen.
Der Bau hat einen Durchmesser von 216 Meter (710 ft). Der höchste Punkt des Daches liegt 63,4 Meter (208 ft) über dem Spielfeld, welches 7,62 Meter (25 ft) unterhalb der Straßenhöhe versenkt wurde. Im Innenraum hätte ein 18 Stockwerke hohes Gebäude Platz. Das Flutlicht des Stadions verbraucht mehr Elektrizität als eine Stadt mit 9.000 Einwohnern. Die Klimaanlage hat ein Volumen von über 7.079 m³ (2.500.000 cft) Luft pro Minute. Im Stadion wurden 53 luxuriös ausgestattete Logen eingerichtet. Zudem gab es eine zwei Mio. US-Dollar teure elektronische Anzeigetafel und zwei Privat-Clubs. Für das leibliche Wohl der Besucher sorgten Restaurants und eine Vielzahl an Imbissständen.
In das Dach sind 4.596 Glaselemente aus Polymethylmethacrylat (Lucite) integriert; um den Innenraum mit dem Naturrasen aus Hundszahngras mit Tageslicht zu versorgen. Um das Hallenstadion wurden 30.000 Parkplätze angelegt. Entworfen wurde der Dome neben Baseball- auch als American-Football-Stadion und Veranstaltungsstätte. Im unteren Rang gibt es mobile Tribünen; um es den verschiedenen Spielfeldern und Veranstaltungen anzupassen. In Verbindung mit dem 1961 in Houston gegründeten NASA-Zentrum Manned Spacecraft Center (MSC) und dem Apollo-Programm erhielt das Team den Namen Houston Astros und das Stadion wurde in Houston Astrodome umbenannt.

### Eröffnung
Bei der feierlichen Einweihung am 9. April 1965 war u. a. US-Präsident Lyndon B. Johnson anwesend. Schon zu Beginn bekam die moderne Arena den Beinamen Eighth Wonder of the World (deutsch Das achte Weltwunder):  Es trafen die Houston Astros in einem Testspiel vor ausverkauftem Haus auf die New York Yankees, dabei schlug Mickey Mantle den ersten Home Run in der Geschichte des Stadions. Als Showprogramm trat Judy Garland und die Supremes auf. Drei Tage später stand für die Astros das erste Saisonspiel gegen die Philadelphia Phillies an, welches die Gäste mit 2:0 gewannen. Den ersten Home Run in einem offiziellen Spiel erzielte dabei Dick Allen von den Phillies.
Schon im ersten Spiel gegen die Yankees stellte man Probleme mit dem lichtdurchlässigen Dach fest. Bei hohen Bällen wurden die Spieler bei dem Versuch den Ball zu fangen vom Sonnenlicht geblendet. Daraufhin strich man die klaren Scheiben weiß an und das Problem schien gelöst. Doch nun reichte das Tageslicht für den Naturrasen der Sorte Hundszahngras nicht mehr aus und ließ den Rasen eingehen. Zur Saison 1966 wurde in der Halle ein Kunstrasen (ChemGrass, später als AstroTurf bekannt) verlegt. Das erste Spiel auf dem künstlichen Grün bestritten am 8. April die Astros und die Los Angeles Dodgers.
Ebenfalls ab 1965 war das NCAA-Footballteam der University of Houston, die Houston Cougars, in der überdachten Arena beheimatet. Nach 33 Jahren kehrte die Mannschaft 1998 in das Robertson Stadium zurück, in dem sie schon von 1946 bis 1964 zu ihren Heimspielen antraten. Im Jahr 1968 zogen die Houston Oilers der American Football League vom Rice Stadium in den Astrodome. Zwei Jahre später fusionierte die AFL mit der NFL und die Oilers wurden zu einem NFL-Team. Das Team wurde 1996 nach Nashville als Tennessee Oilers verlegt, da dem Teambesitzer Bud Adams der Astrodome zu klein und unkomfortabel war. Das letzte Spiel der Oilers in Houston fand am 21. Dezember 1997 statt. Die Houston Astros verließen am 9. Oktober 1999 den Astrodome nach der Niederlage im vierten Play-off-Spiel gegen die Atlanta Braves. Ab dem Jahr 2000 spielte das Team im für 250 Mio. US-Dollar erbauten Ballpark at Union Station (heute: Minute Maid Park) mit schließbarem Dach und 40.950 Sitzplätzen.
Im Jahre 1989 wurde der Dome für 60 Millionen US-Dollar renoviert und erweitert. Der Stadionerweiterung fiel u. a. die große elektronische Anzeigetafel zum Opfer. Auch die Luxuswohnung des 1982 verstorbenen Roy Hofheinz musste für einen neuen Oberrang weichen. Die Kapazität steigerte sich auf maximal 65.000 Plätze. Zu Football-Spielen waren es 61.000 Plätze und bei Baseball-Spielen immer noch 55.000 Plätze. Außerhalb des Stadions wurden vier Türme mit spiralförmigen Rollstuhlrampen für einen besseren Zugang der behinderten Besucher installiert.
Neben den langjährigen Mietern der Sportstätte gab es weitere Sportmannschaften, die nur einige Spielzeiten im Astrodome blieben. Ab der Saison 1974 spielten die Houston Texans der World Football League (WFL) im Dome, aber noch vor Ende der Spielzeit wurde das Team wegen finanzieller Schwierigkeiten nach Shreveport, Louisiana verlegt. Vier Jahre später hielt der Fußball Einzug in den Astrodome. Die Mannschaft der Houston Hurricane aus der North American Soccer League (NASL) spielte während der drei Jahre ihres Bestehens in dem Hallenstadion. Das Team der Houston Gamblers (United States Football League, USFL) war 1984 und 1985 im Stadion ansässig. Als letzte Mannschaft zog 2002 die Frauen-Footballmannschaft Houston Energy aus der WPFL in den Astrodome. Seit 2004 ist das Stadion geschlossen.

### Zukunft
Nach der Fertigstellung des damaligen Reliant Stadium 2002 zogen fast alle Großveranstaltungen in die moderne Arena mit schließbarem Dach. Nur noch wenige Veranstaltungen fanden statt. Es wird über verschiedene Umbaumöglichkeiten nachgedacht. Nach längeren Diskussionen wurde der Astrodome im Januar 2014 in das National Register of Historic Places aufgenommen.

### Veranstaltungen und Ereignisse
Abseits der Spiele der u. a. ansässigen Baseball- wie Football-Mannschaften war der Astrodome in seiner Geschichte Austragungsort vieler verschiedener Veranstaltungen.
- Von 1966 bis 2003 fand die Pferde- und Musikshow Houston Livestock Show and Rodeo jährlich im Dome statt.[18]
- Am 14. November 1966 boxte Muhammad Ali in einem Titelkampf vor 35.460 Zuschauern gegen Cleveland Williams. Ali dominierte den Kampf und schon in der zweiten Runde ging Williams drei Mal zu Boden. Nach zwei weiteren Niederschlägen in der dritten Runde brach der Ringrichter den Kampf ab und Ali siegte durch technischen K. o.[19]
- Das MLB All-Star Game machte erstmals 1968 Station in Houston. Die National League besiegte die American League vor 48.321 Fans mit 1:0. Zum MVP wurde Willie Mays von den San Francisco Giants gewählt.[20]
- Am 20. Januar 1968 kam es zum Spiel der zu der Zeit besten NCAA-College-Basketballmannschaften. Die Houston Cougars trafen auf die UCLA Bruins und schon vorher wurde es als Game of the Century (deutsch Spiel des Jahrhunderts) bezeichnet. Die Heimmannschaft der Cougars mit Elvin Hayes bezwang die Bruins mit Lew Alcindor, der sich später in Kareem Abdul-Jabbar umbenannte, mit 71:69 Punkten. Mit einer Besucherzahl von 52.693 hielt man bis 1993 den Besucherrekord für ein College-Spiel. Es war auch das erste College-Basketballspiel der regulären Saison, das landesweit im Fernsehen übertragen wurde. Der Fernsehsender TVS Television Network zahlte 27.500 US-Dollar für die Übertragungsrechte.[21]
- In den Jahren von 1968 bis 1984 und noch einmal 1987 wurde der Bluebonnet Bowl für NCAA-College-Footballmannschaften im Hallenstadion ausgetragen. Zu dieser Zeit trug der Wettbewerb den Namen Astro-Bluebonnet Bowl.[22]
- 1970 drehte Regisseur Robert Altman die Filmkomödie Brewster McCloud (deutscher Titel: Nur Fliegen ist schöner). Ein wichtiger Drehort war dabei der Astrodome. Zur Uraufführung am 5. Dezember 1970 in der Halle wurde der Film auf eine riesige Leinwand über dem Spielfeld projiziert.
- Am 27. Februar 1970 gab Elvis Presley das erste von insgesamt sechs Auftritten in drei Tagen vor insgesamt mehr als 200.000 Zuschauern im Houston Astrodome. Am 3. März 1974 gab er erneut zwei Konzerte im Astrodome.[23]
- Am 7. und 8. Januar 1971 war der Motorradstuntman Evel Knievel in der überdachten Halle zu Gast und führt eine Stunt-Show mit Sprüngen über mehrere Autos auf.[24]
- Das Final-Four-Turnier im NCAA-College-Basketball von 1971 wurde in Houston ausgespielt. Im Halbfinale bezwangen die Villanova Wildcats die Western Kentucky Hilltoppers mit 92:89. Im zweiten Semifinale standen sich die Kansas Jayhawks und die UCLA Bruins gegenüber. Die Bruins zogen mit einem 68:60 in das Finale ein. Den Titel gewannen die Bruins aus Los Angeles mit einem 68:62 gegen die Wildcats. Das Spiel um Platz 3 gewannen die Hilltoppers mit 77:75 gegen die Jayhawks.
- 1973 kam es im Sportstadion von Houston zum sogenannten Battle of the Sexes. Bei dem Kampf der Geschlechter traf am 20. September die damals 29-jährige Weltklasse-Tennisspielerin Billie Jean King auf den 55-jährigen Tennisspieler Bobby Riggs, der 1939 das Herren-Einzel in Wimbledon und 1939 und 1941 die US Open gewann. Insgesamt 30.472 Zuschauer verfolgten das Spiel über drei Gewinnsätze und am Ende siegte Billy Jean King mit 6:4, 6:3 und 6:3.[25]
- Von 1974 bis 2002 wurde jährlich eine Veranstaltung der AMA Supercross Championship ausgetragen.
- Am 15. Juni 1976 kam es zu einem kuriosen Ereignis, denn das Spiel zwischen den Houston Astros und den Pittsburgh Pirates musste wegen Regens abgesagt werden. Der Grund waren sintflutartige Regenfälle, die die Stadt unter Wasser setzten. Die Schiedsrichter und die Fans schafften es nicht in das Stadion zu kommen. Daraufhin stellte man Tische sowie Stühle auf das Spielfeld. Die Mannschaften setzten sich in ihren Trikots und in Badelatschen zum Essen zusammen.[26]
- Das zweite MLB All-Star Game im Astrodome fand im Jahr 1986 statt. Die American League verließ nach einem 3:2 vor 45.774 Zuschauern das Feld als Sieger über die National League. Roger Clemens von den Boston Red Sox wurde der Titel des MVP verliehen.[27]
- Das NBA All-Star Game 1989 lockte 44.735 Zuschauer in den Astrodome. Die West All-Stars bezwangen die East All-Stars mit 143:134. Zum NBA All-Star Game MVP wurde Karl Malone von den Utah Jazz ernannt.[28]
- Die Republikanische Partei hielt vom 17. bis 20. August 1992 die Republican National Convention im Astrodome ab. Bei der Versammlung wurde der amtierende US-Präsident George Bush für die Präsidentschaftswahl am 3. November 1992 nominiert. Zum Kandidaten für das Amt des Vizepräsidenten wurde erneut Dan Quayle gewählt.
- 2000 und 2001 fand der Houston Bowl (damals noch als Gallery Furniture Bowl) für College-Footballteams statt. 2000 siegten die Pirates der East Carolina University gegen die Red Raiders der Texas Tech University vor 33.899 Besuchern mit 40:27.[29] Das Spiel von 2001 bestritten die Aggies der Texas A&M University gegen die Horned Frogs der Texas Christian University. Der Aggies siegten vor 53.480 Zuschauern mit 28:9 gegen die Horned Frogs.[30]
- Am 1. April 2001 veranstaltete die Wrestling-Liga WWF die Wrestlemania X-Seven in der überdachten Halle. Zu diesem Spektakel kamen 67.925 Zuschauer in den Dome. Dies bedeutete Zuschauerrekord für den Astrodome.[31]
- Nach dem verheerenden Hurrikan Katrina wurden die obdachlosen Opfer u. a. im leerstehenden Astrodome untergebracht.[32]

### Konzerte
Der Astrodome wurde auch ganzjährig als Konzerthalle genutzt. Besonders während der Pferde- und Musikshow Houston Livestock Show and Rodeo traten viele bekannte Künstler und Musikgruppen auf. Das letzte Konzert gab Countrymusiker George Strait am 11. Februar 2003.
Eine Auswahl der Künstler und Gruppen:
- Elvis Presley, ZZ Top, Pink Floyd, The Who, The Rolling Stones, Guns N’ Roses, Metallica, Paul McCartney, Lynyrd Skynyrd, U2
- Madonna, Michael Jackson, Bob Dylan, Dolly Parton, Selena, Bon Jovi, The Jacksons, The Osmonds, Faith No More, Cheap Trick, Genesis, KISS

## Galerie

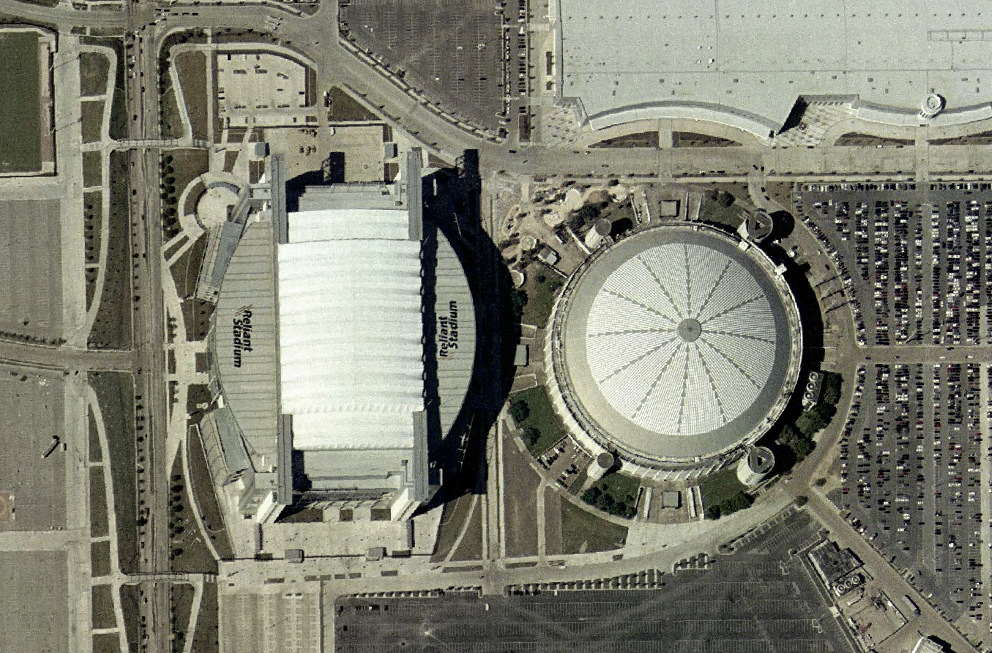
Satellitenbild vom Astrodome (rechts) und dem Reliant Stadium
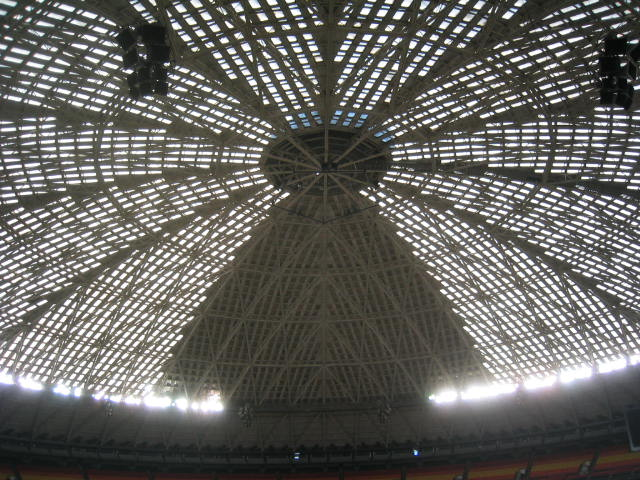
Die Dachkuppel
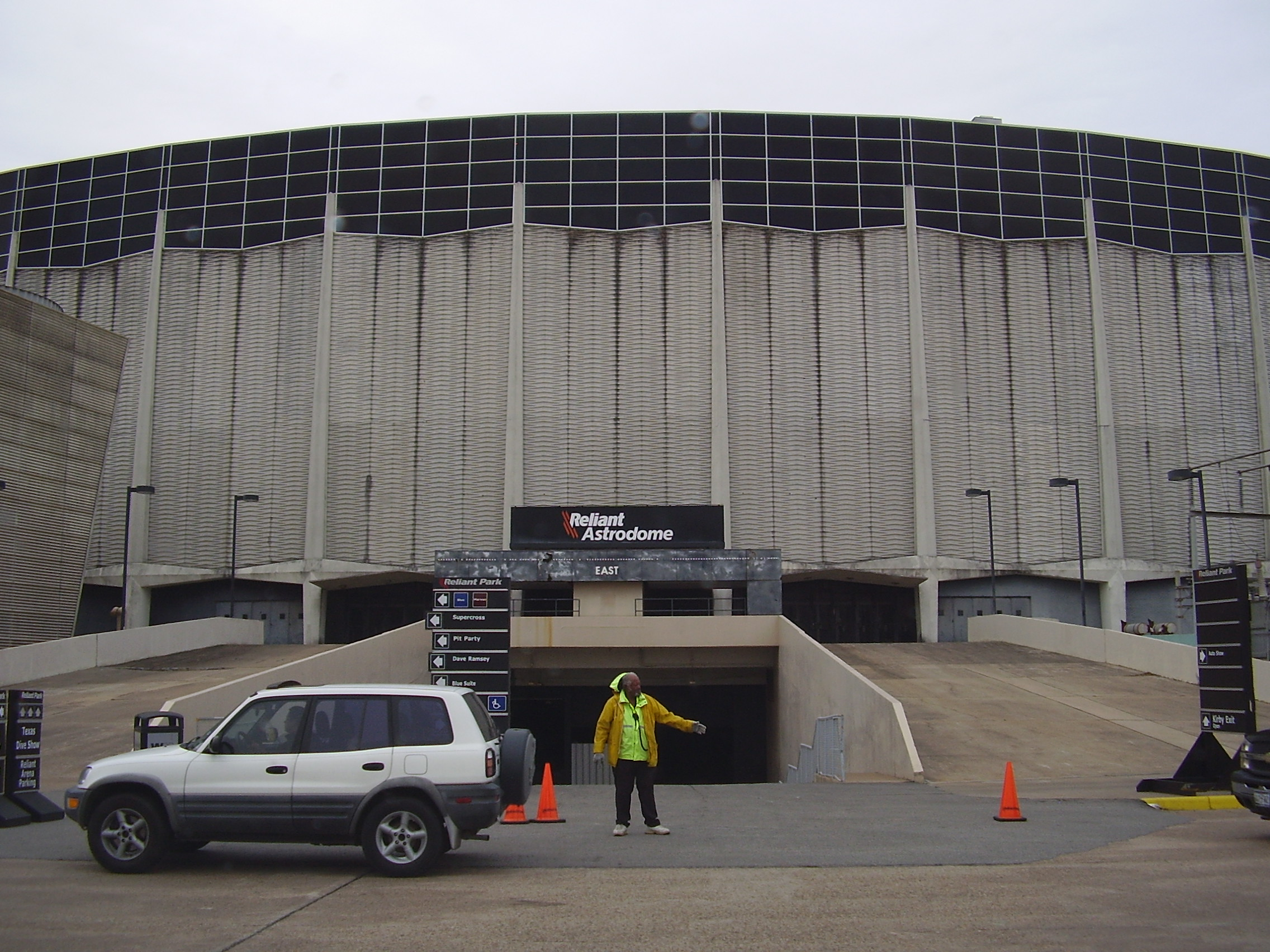
Nahaufnahme der Ostseite
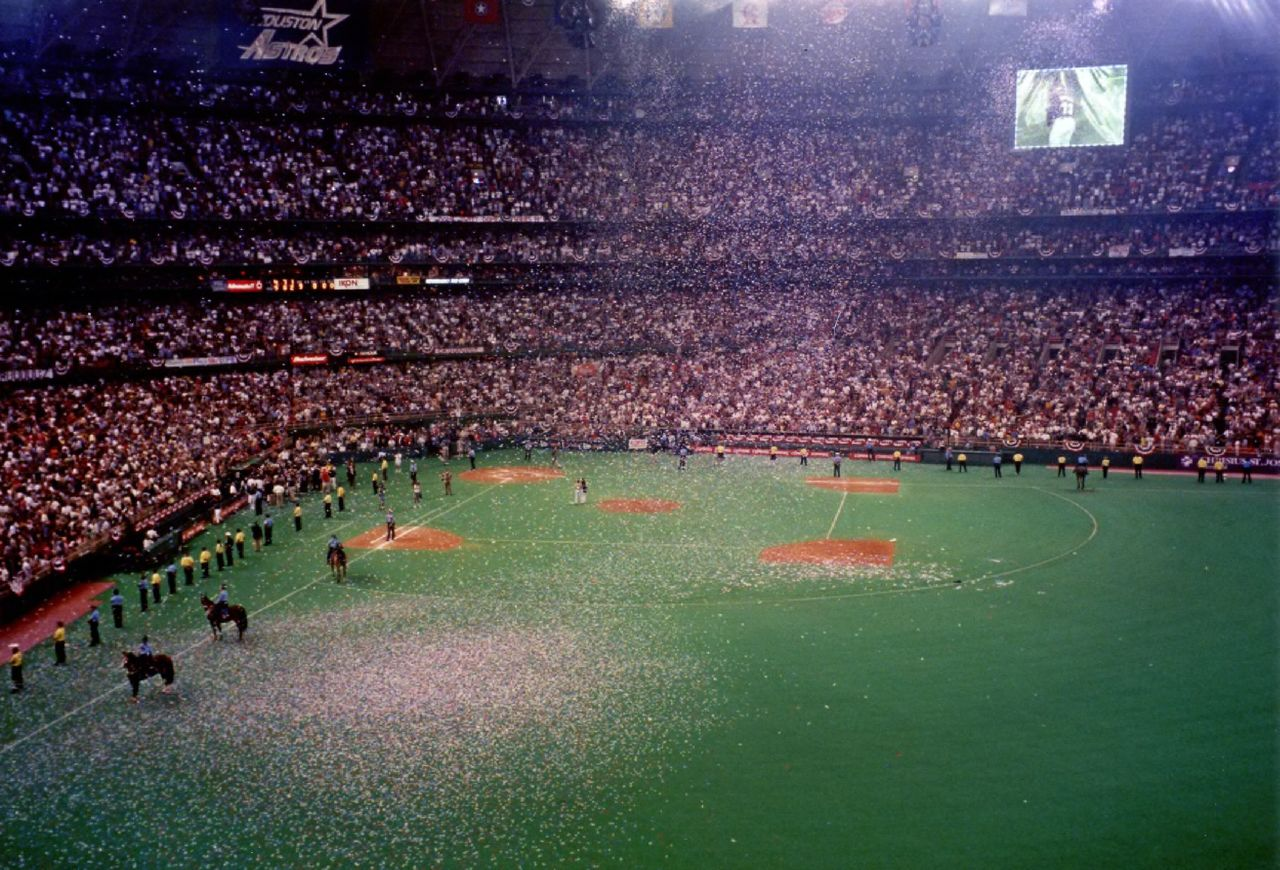
Letztes reguläres Saisonspiel am 3. Oktober 1999
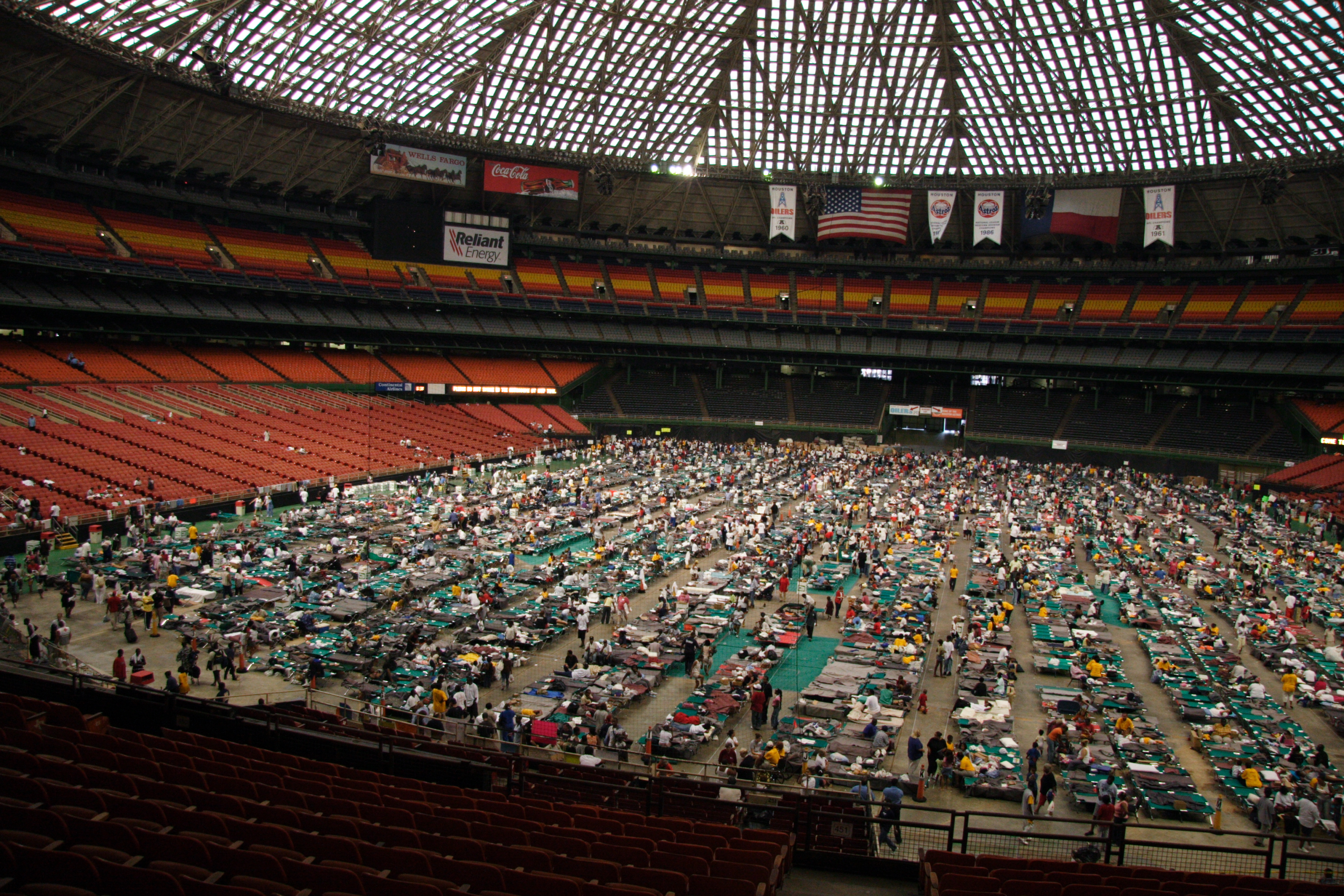
Flüchtlinge des Hurrikans Katrina am 2. September 2005 im Astrodome